# Široké Třebčice (zámek)
Široké Třebčice jsou zaniklý zámek ve stejnojmenné vesnici v okrese Chomutov. Stál na východním okraji vesnice v mírném svahu mělkého údolí Třebčického potoka. Vlastní zámecká budova však byla zbořena, a z celého zámeckého areálu zůstaly stát jen úřední a hospodářské budovy.
Zámek byl i s parkem a hospodářských dvorem od 17. prosince 1963 chráněn jako kulturní památka. Památková ochrana zámku byla zrušena 27. listopadu 1987, ale bývalý park byl chráněn až do 7. července 1992. Ochrana hospodářského dvora byla ukončena dne 19. února 2009, protože budova čp. 43 zanikla.

## Historie
Hospodářský dvůr je v Širokých Třebčicích zmiňován již v roce 1196. Později byla vesnice rozdělena mezi více majitelů a samostatným statkem se stala až v sedmnáctém století. V roce 1709 jej zdědila hraběnka Karolína ze Schönkirchu, rozená z Eben-Brunnenu, která zde se svým manželem Františkem Josefem ze Schönkirchu dala přestavět poplužní dvůr na barokní zámek dokončený v roce 1722. Kolem zámku manželé zřídili také park, upravili několik rybníků a postavili kostel Povýšení svatého Kříže.
Po hraběnčině smrti v roce 1765 panství zdědil její prasynovec Josef Winibald z Eben-Brunnenu. Po něm je získal pražský podnikatel Jakub Wimmer z Wimmeru a v roce 1797 Schreiterové ze Schwarzenfeldu. Od nich vesnici v roce 1843 koupil kníže Hugo Karel Salm-Reifferscheidt, jehož potomci statek v roce 1890 prodali akciové společnosti Hielle a Dittrich, ze které přešel do vlastnictví Neštěmické rafinérie cukru. V letech 1905–1906 byl zámek bez větších změn zrestaurován.
Zbytkový statek koupila po první světové válce rodina Suchomelů a od jejich dědiců pan Ornst. Během druhé světové války statek využíval baron von Kriegelstein. V období 1949–1951 v zámku byl tábor nucených prací pro dívky s kapacitou 300 osob a po něm zemědělské učiliště. Posledním majitelem byl státní statek, který budovy neudržoval, a ty se postupně dostaly do havarijního stavu. V roce 1987 byla zámecká budova vyňata z památkové ochrany (rozhodnutí o zrušení památky bylo vydáno až 7. července 1992) a v srpnu roku 1988 zbořena. V roce 1992 získal zámecký areál v restituci dědic původních majitelů, pan Zdeněk Ornst, který začal zbývající budovy opravovat.

## Stavební podoba
Zámek byl jednopatrový se dvěma krátkými rizality, které vytvářely dojem bočních křídel. Před průčelí střední budovy velmi mírně vystupoval další rizalit s hlavním vchodem do čestného dvora. Vstup vedl zdobeným portálem, nad kterým byl v patře malý balkon. Fasády budovy byly hladké, ale rizality měly nároží zvýrazněná pilastry. Obdélná okna byla zdobena nadokenními římsami, které byly v přízemí rovné a v patře lomené.
Místnosti v přízemí byly zaklenuté valenou klenbou a v patře byly stropy ploché. Do patra se vcházelo ze vstupní haly po schodišti, které vedlo východním křídlem. Kromě běžných místností byl v patře také velký sál zdobený štukovou profilovanou římsou.

## Přístup
Zbývající zámecké budovy jsou využívány k hospodářským účelům, a nejsou veřejnosti přístupné.